# Mahavir Tyagi
Mahavir Tyagi (Hindi: महावीर त्यागी; Panjabi: ਮਹਾਵੀਰ ਤਿਆਗੀ; * 31. Dezember 1899 in Dhabarsi, Distrikt Moradabad, Präsidentschaft Bengalen, Britisch-Indien; † 22. Mai 1980 in Neu-Delhi) war ein indischer Politiker des Indischen Nationalkongresses (INC), der unter anderem Minister in verschiedenen Unionsregierungen war.

## Leben
Mahavir Tyagi, Sohn von Shiv Nathji, absolvierte seine schulische Ausbildung an der Nanakchand High School in Meerut sowie bei Privatlehrern. Während des Ersten Weltkrieges war er als Angehöriger der Britisch-Indischen Armee im Osten Persiens eingesetzt und schloss sich 1920 Mahatma Gandhis gewaltlosen Einsatz für Indiens Unabhängigkeit an. Aufgrund dessen wurde er aus Belutschistan abgezogen und seine Soldzahlungen eingestellt, ehe er schließlich nach einer Entscheidung des Militärgerichts aus dem Militärdienst entlassen wurde. Aufgrund seines politischen Engagements wurde er mehrmals festgenommen und verbrachte siebeneinhalb Jahre in Haft. Er war 39 Jahre lang Mitglied des All India Congress Committee (AICC), des Präsidiums des INC.
Nach der Unabhängigkeit Indiens vom Vereinigten Königreich am 15. August 1947 wurde Tyagi Mitglied der Legislativversammlung von Uttar Pradesh, der er neun Jahre lang angehörte. Er war ferner vom 6. Dezember 1946 bis zum 24. Januar 1950 Mitglied der Verfassungsgebenden Versammlung sowie des Provisorischen Parlaments von Indien, ehe er bei der ersten Wahl vom 25. Oktober 1951 bis 21. Februar 1952 für den Indischen Nationalkongress (INC) erstmals zum Mitglied der Lok Sabha, des Unterhauses des indischen Parlaments (Bhāratīya saṃsa) gewählt wurde. Dieser gehörte er nach seiner Wiederwahl bei der Wahl zwischen dem 24. Februar und dem 15. März 1957 sowie der Wahl vom 19. bis 25. Februar 1962 bis zur Wahl vom 15. bis 21. Februar 1967 an und vertrat dort den im Bundesstaat Uttar Pradesh liegenden Wahlkreis Dehra Dun.
Am 13. Mai 1952 wurde Tyagi Minister für Einnahmen und Ausgaben	im zweiten Kabinett von Premierminister Jawaharlal Nehru und bekleidete dieses Amt bis zu einer Kabinettsumbildung am 16. März 1953, woraufhin Bezawada Gopala Reddy seine Nachfolge antrat. Er selbst fungierte daraufhin im zweiten Kabinett Nehru zwischen dem 16. März 1953 und dem 5. April 1957 als Minister für Verteidigungsorganisation. In dieser Funktion unternahm er Mitte September 1955 in der Bundesrepublik Deutschland, wo er einem Empfang bei Vizekanzler Franz Blücher die engere Gestaltung der kulturellen und wirtschaftlichen Beziehungen beider Länder besprach. Im Juni 1962 wurde er als Nachfolger von C. R. Pattabhiraman Vorsitzender des Lok-Sabha-Ausschusses für öffentliche Konten und hatte diese Position bis zu seiner Ablösung durch R. K. Khadilkar 1963 inne.
Im Kabinett von Premierminister Lal Bahadur Shastri bekleidete er zwischen dem 9. Juni 1964 und dem 13. Januar 1966 das Amt als Minister für Rehabilitation. Am 15. März 1968 wurde er als Nachfolger von P. V. Rajamannar von Staatspräsident Zakir Hussain zum Vorsitzenden der Fünften Finanzkommission (Fifth Finance Commission) ernannt und bekleidete diese Funktion bis 1973, woraufhin Kasu Brahmananda Reddy sein Nachfolger wurde. Er war zudem vom 3. April 1970 bis zum 2. April 1976 Mitglied der Rayja Sabha, des Oberhauses des Parlaments.
Aus seiner Ehe mit Sharmada Tyagi gingen drei Töchter hervor.